# Cigánd
Cigánd – miasto na Węgrzech, w komitacie Borsod-Abaúj-Zemplén, siedziba władz powiatu Cigánd.

## Historia
Pierwsza wzmianka o wiosce pochodzi z roku 1289. Jej mieszkańcy byli rybakami, myśliwymi i chłopami pańszczyźnianymi. W roku 1347 miejscowość została podzielona na dwie części: Małe Cigánd i Większe Cigánd. Wsie zostały wtórnie połączone dopiero w roku 1922. Prawa miejskie miejscowość otrzymała 1 lipca 2004.